# Govern Való

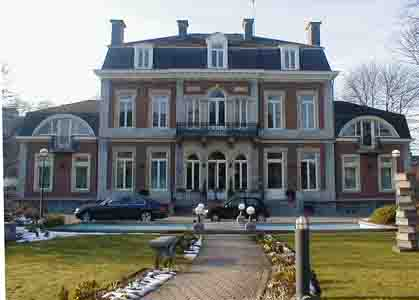
L'Elysette, seu del govern való

El Govern de Valònia (francès: Gouvernement de Wallonie) és el poder executiu de la Regió de Valònia. Està format per un màxim de 8 ministres encapçalats per un ministre-president. Igual que la del Parlament de Valònia la seu és a la ciutat de Namur a l'edifici anomenat amb una certa ironia Elysette, o «petit Elysée» en al·lusió a la résidència del president de França.

## Composició
Després de les eleccions regionals belgues de 2009, el     PS (29 escons),     Ecolo (14 escons) i     CDH (13 seats) formaren una coalició.
| Govern Való Demotte II | Govern Való Demotte II | Govern Való Demotte II | Govern Való Demotte II                                                              |
|                        | Partit                 | Nom                    | Funció                                                                              |
| ---------------------- | ---------------------- | ---------------------- | ----------------------------------------------------------------------------------- |
|                        | PS                     | Rudy Demotte           | Ministre-President                                                                  |
|                        | PS                     | Jean-Claude Marcourt   | Vice-Ministre-President; Ministre d'Economia i Comerç Exterior                      |
|                        | PS                     | Paul Furlan            | Ministre de Govern Local i Política Ciutadana                                       |
|                        | PS                     | Éliane Tillieux        | Ministre d'Acció Social i Salut Pública                                             |
|                        | CDH                    | Benoit Lutgen          | Ministre d'Obres Públiques, Agricultura, Afers Rurals, Patrimoni i Política Natural |
|                        | CDH                    | André Antoine          | Ministre de Pressupost, Finances, Treball, Educació i Esports                       |
|                        | Ecolo                  | Jean-Marc Nollet       | Ministre d'Energia, Habitatge, Administració i Desenvolupament Sostenible           |
|                        | Ecolo                  | Philippe Henry         | Ministre de Mobilitat i Planificació                                                |